# Сергије Троицки
Сергије Троицки (рус. Сергий Викторович Троицкий; Томск, 1878 — 1972) био је православни теолог и историчар. 

## Биографија
У свом родном месту је стекао солидно образовање укључујући и знање више савремених и страних језика. 1891. је уписао Тверску духовну семинарију. Завршио је Археолошки институт у Петрограду 1900, и Петроградску духовну академију, 1901. Најзад је у Кијевској духовној академији 1913. стекао звање магистра теплогије за рад: „Други брак клирика. Историјско-канонска расправа“, за који је и награђен Макаревском наградом. 1924. Овај рад је на Богословском факултету у Београду признат као еквивалент докторском.
У Русији је радио као наставник петроградсе Духовне академије (1901—1915}, правни саветник Св Синода и Министарства вета (1915—1917). Био је члан различитих црквених делегација, учествовао је у припремама црквених уџбеника, био је члан комисије за организацију Руске цркве ван граница (Руска загранична црква).
Када је 1920. емигрирао у Југословију, одмах 1920. биран је за хонорарног а 1929. за редовног професора црквеног права на новооснованом Правном факултету у Суботици и од 1937—1945. хонорарни професор на Богословском факултету у Београду. Активно је учествовао у раду Сабора Руске заграничне цркве чије је седиште било у Сремским Карловцима. Од 1947—1948. држао предавања из црквеног права у Московкој духовној академији.
Такође је учествовао у састављању Закона о Српској православној цркви, Устава СПЦ, Брачних правила, чиме је допринео решавању проблема између Цркве и државе између два светска рата. 
Након Другог светског рата је пензионисан али наставља свој научни рад дајући капиталне прилоге. Од 1948. је радио као сарадник Српске академије наука и уметности, где је од 1950. и члан а касније и секретар Комисије за издавање Крмчије Св. Саве. Умро је 1972. године.
Списак његових објављених радова је дугачак и броји око 200 јединица. Неке од њих су: О другом браку свештеника, Црквени или грађански брак, Жива црква у Русији, Трулски сабор о крвном сродству, Хришћанска филозофија брака, Спор старога Рима са новим.